# Ricky Martin
Ricky Martin, pseudonimo di Enrique Martín Morales (San Juan, 24 dicembre 1971), è un cantante, attore e personaggio televisivo portoricano.
Grazie al suo forte impatto e contributo alla diffusione mondiale della musica latina è considerato "Il Re del Pop latino".

## Biografia
Ricky Martin nasce a San Juan, a Porto Rico, il 24 dicembre 1971 da Enrique Martín Negroni, psicologo, e Negreida Morales, ragioniera, i quali divorziarono quando Ricky aveva 2 anni. Ha frequentato la scuola cattolica Colegio Sagrado Corazon partecipando al coro e alle recite scolastiche. 

### Con i Menudo
La sua carriera musicale inizia da giovanissimo: dopo aver preso lezioni di canto e recitazione e dopo aver passato molti provini pubblicitari, nel 1982 tenta di entrare nei Menudo, boy band latina composta da giovanissimi, ma viene scartato perché ritenuto troppo giovane e troppo basso. Ci riprova due anni dopo, quando Ricky Melendez lascia il gruppo, e viene preso. Passa cinque anni tra successo, viaggi, concerti, e nel 1989 lascia il gruppo per intraprendere la carriera solista.

### Carriera solista
Si trasferisce prima a New York e poi a Città del Messico dove recita nel musical Mama ama el rock e nella telenovela Alcanzar una estrella II dove interpreta la parte del giovane Pablo, membro dell'immaginario gruppo canoro Muñecos de papel (Pupazzi di carta). La telenovela riscuote un enorme successo di pubblico in Messico e il gruppo di giovani attori, oltre a incidere due album, si esibisce in una serie di concerti in varie città messicane cantando i brani musicali della telenovela. Nel 1991 firma un contratto con la Sony e pubblica un album che porta il suo nome Ricky Martin, nel 1993 pubblica Me Amarás. Entrambi gli album (cantati in lingua spagnola) ottengono un enorme successo, che però rimane limitato ai paesi latini. Nel 1994 si trasferisce a Los Angeles ed entra a far parte del cast della soap-opera General Hospital interpretando il barista Miguel Morez.
Nel 1995 pubblica A medio vivir trascinato dalla hit (Un, dos, tres) María, ennesimo successo come i primi due album, tanto da consacrarlo tra gli idoli della musica.
Recita a Broadway il ruolo di Marius nel musical Les Misérables e doppia, nella versione latinoamericana, il protagonista di Hercules, cartoon della Walt Disney.
Nel 1998 pubblica Vuelve contenente la hit La Copa De La Vida, o The Cup Of Life nella versione inglese, inno dei mondiali di calcio.

Nel 1999 partecipa ai Grammy Award portando un'esibizione che anima la platea facendogli ottenere una "standing ovation", e vince un premio per il miglior disco pop latino. Anticipato dal tormentone Livin' la vida loca, nello stesso anno pubblica Ricky Martin, suo primo album in inglese, diventando un fenomeno mondiale e vendendo più di 20 milioni di copie. L'album sforna altre hit come Private Emotion e Shake Your Bon-Bon, canzone che lo rende ancor più famoso per il suo movimento di fondoschiena. L'album contiene anche un brano, Be careful (Cuidado Con Mi Corazón), in cui Ricky duetta con Madonna.

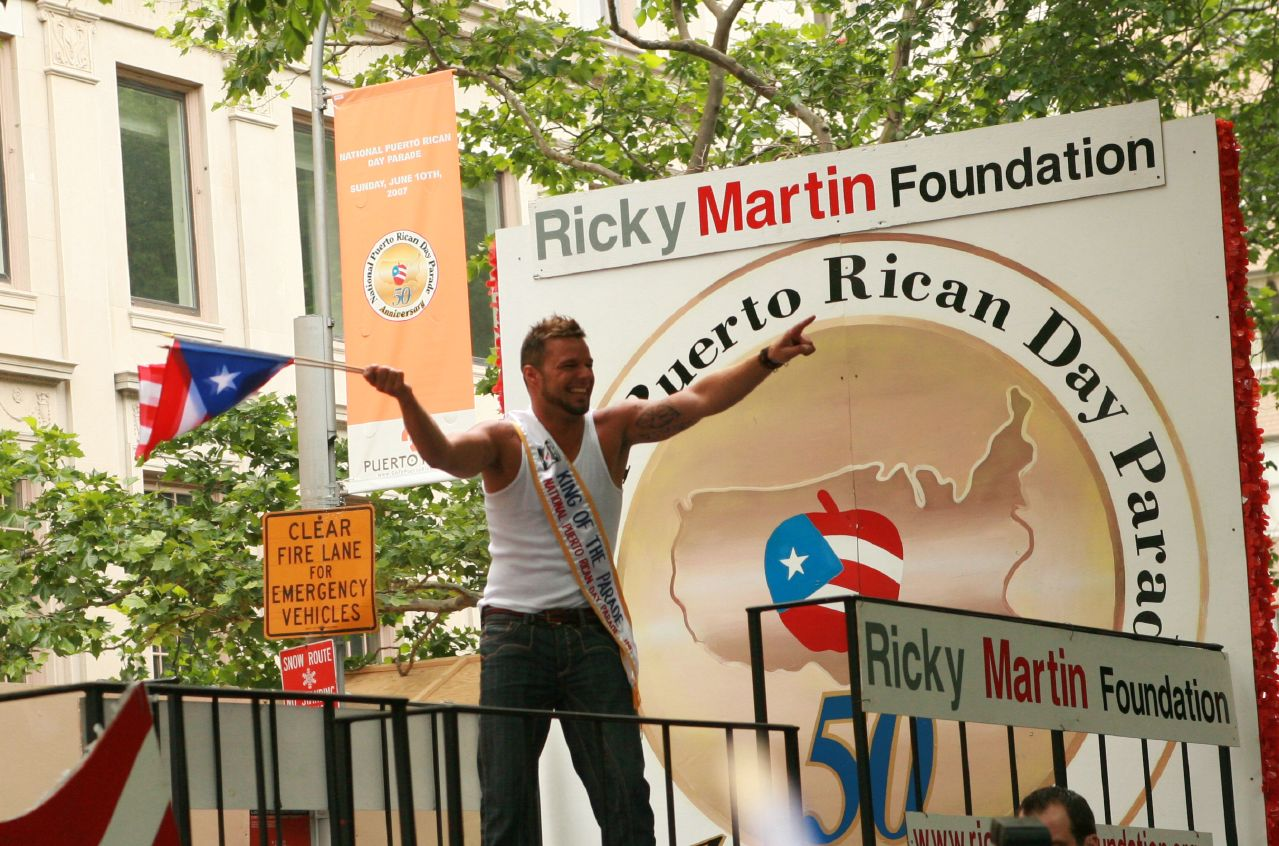
Ricky Martin al Puerto Rican Day Parade di New York

Nel 2000 pubblica Sound Loaded, contenente le hits She Bangs e Nobody Wants To Be Lonely in duetto con Christina Aguilera. Nel 2001 pubblica due raccolte, Historia che raccoglie i suoi brani in spagnolo, e The Best Of Ricky Martin che raccoglie quelle in inglese.
Nel 2003 ritorna alla lingua spagnola, e pubblica Almas del silencio anticipato dal singolo Jaleo.
Nel 2005 contatta i migliori produttori del momento per aiutarlo nel suo ritorno sulle scene: pubblica infatti l'album Life che ha come singolo apripista I don't care, brano che vanta la partecipazione di Fat Joe e Amerie. Il 26 febbraio 2006 si esibisce, davanti a quasi 800 milioni di telespettatori, nel corso della Cerimonia di chiusura dei XX Giochi olimpici invernali di Torino 2006. Alla fine del 2006 pubblica MTV Unplugged, primo Unplugged prodotto da MTV España. Le riprese dello show-case sono avvenute a Miami il 17 agosto 2006. Il primo singolo estratto è Tu recuerdo cantato in duetto con la cantante spagnola La Mari.
Nel 2007 duetta con Eros Ramazzotti nel brano Non siamo soli. A fine anno pubblica il cd/dvd Ricky Martin Live Black and White tour 2007, tratto dall'omonimo tour. Sempre nel 2007 partecipa all'album di duetti Papito con cui Miguel Bosé festeggia i trent'anni di carriera, cantando in coppia con lui Bambù.
Il nuovo album di Ricky Martin, Música + Alma + Sexo, è stato pubblicato il primo febbraio (l'8 in Italia) del 2011 ed è stato anticipato dal 2 novembre 2010 da un singolo pubblicato in due versioni: quella spagnola intitolata Lo mejor de mi vida eres tu in coppia con la cantante del gruppo spagnolo La Quinta Estación Natalia Jimenez, e quella inglese The Best Thing About Me Is You interpretata insieme a Joss Stone. Dall'album sono stati estratti anche i singoli Shine, Más e Frio.
Nel 2012 appare come guest star nella terza stagione della serie televisiva Glee, in cui interpreta un professore di spagnolo. Nella stessa puntata canta e balla due canzoni: La Isla Bonita di Madonna e Sexy and I Know It dei LMFAO. Nella primavera 2012, torna a recitare a New York, nel famoso teatro di Broadway nel ruolo di Che nel nuovo revival del musical Evita, ottenendo grande successo di pubblico e di critica. Il 29 novembre 2012, dopo mesi di indiscrezioni, è stato annunciato che Ricky Martin avrebbe sostituito il cantante country neozelandese Keith Urban come nuovo giudice per la seconda edizione del talent show The Voice Australia.

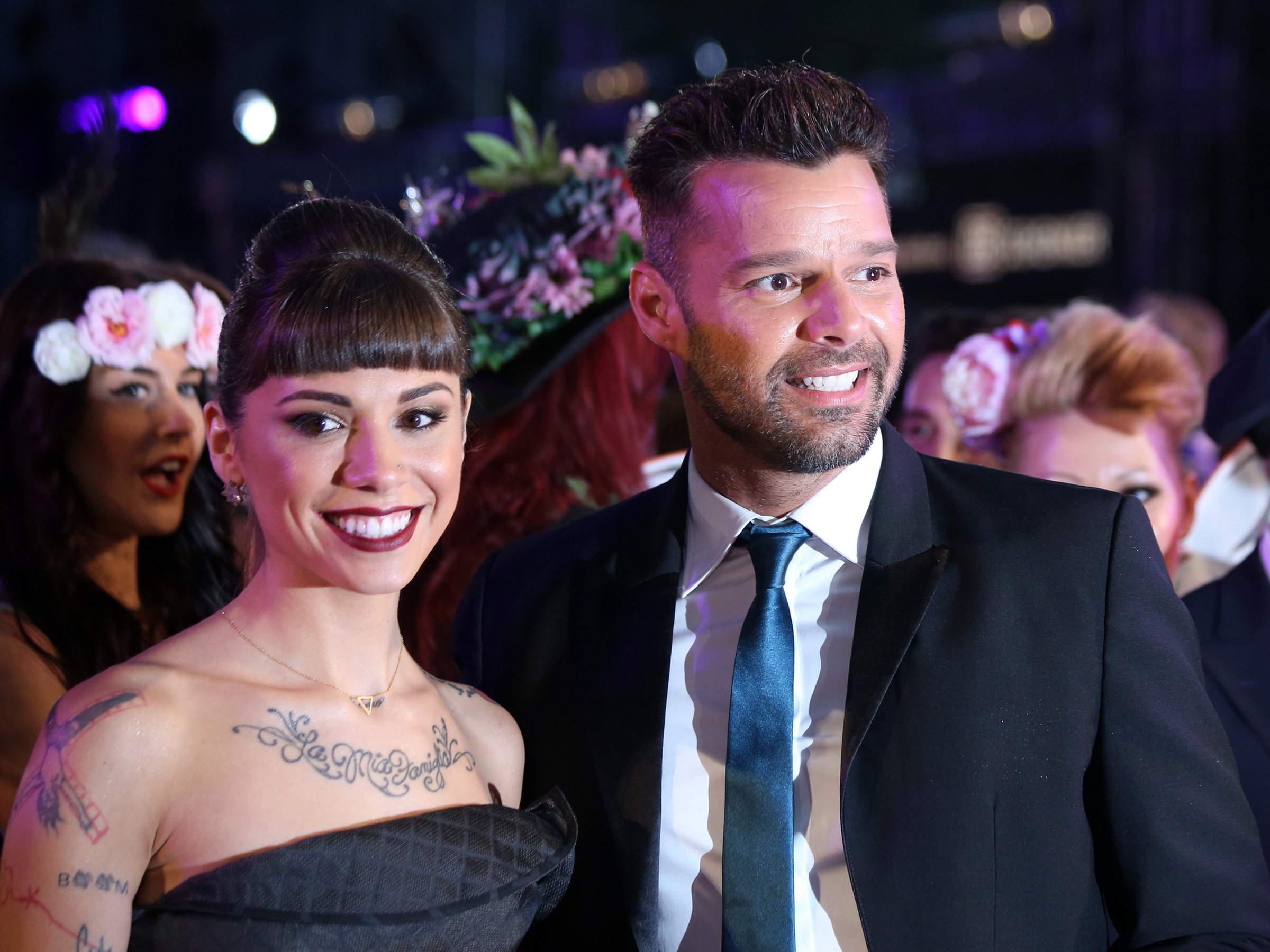
Ricky Martin e Christina Perri al Life Ball 2014

Il 3 marzo 2014 viene pubblicato il video ufficiale della canzone Adrenalina di Wisin in collaborazione con Jennifer Lopez.
Il 22 aprile 2014 esce Vida, il video ufficiale del singolo di Ricky Martin girato sulle spiagge del Brasile. Il brano, inno per la Coppa di calcio dei Mondiali 2014, è stato scritto da Elia King e prodotto da Salaam Remi (conosciuto per aver lavorato con artisti come i The Fugees, Amy Winehouse e Nas) sotto etichetta Sony Music.
Il 28 maggio 2014 è ospite nel programma The Voice of Italy dove canta un Medley di tutte le sue canzoni e Vida con gli 8 semifinalisti.
Dal 7 settembre al 14 dicembre 2014 è coach del talent show La Voz...México, affiancato da Laura Pausini, Yuri e Julión Álvarez. Il 3 ottobre 2014 comincia il suo nuovo tour Mexican One World Tour, il quale è partito da Città del Messico.

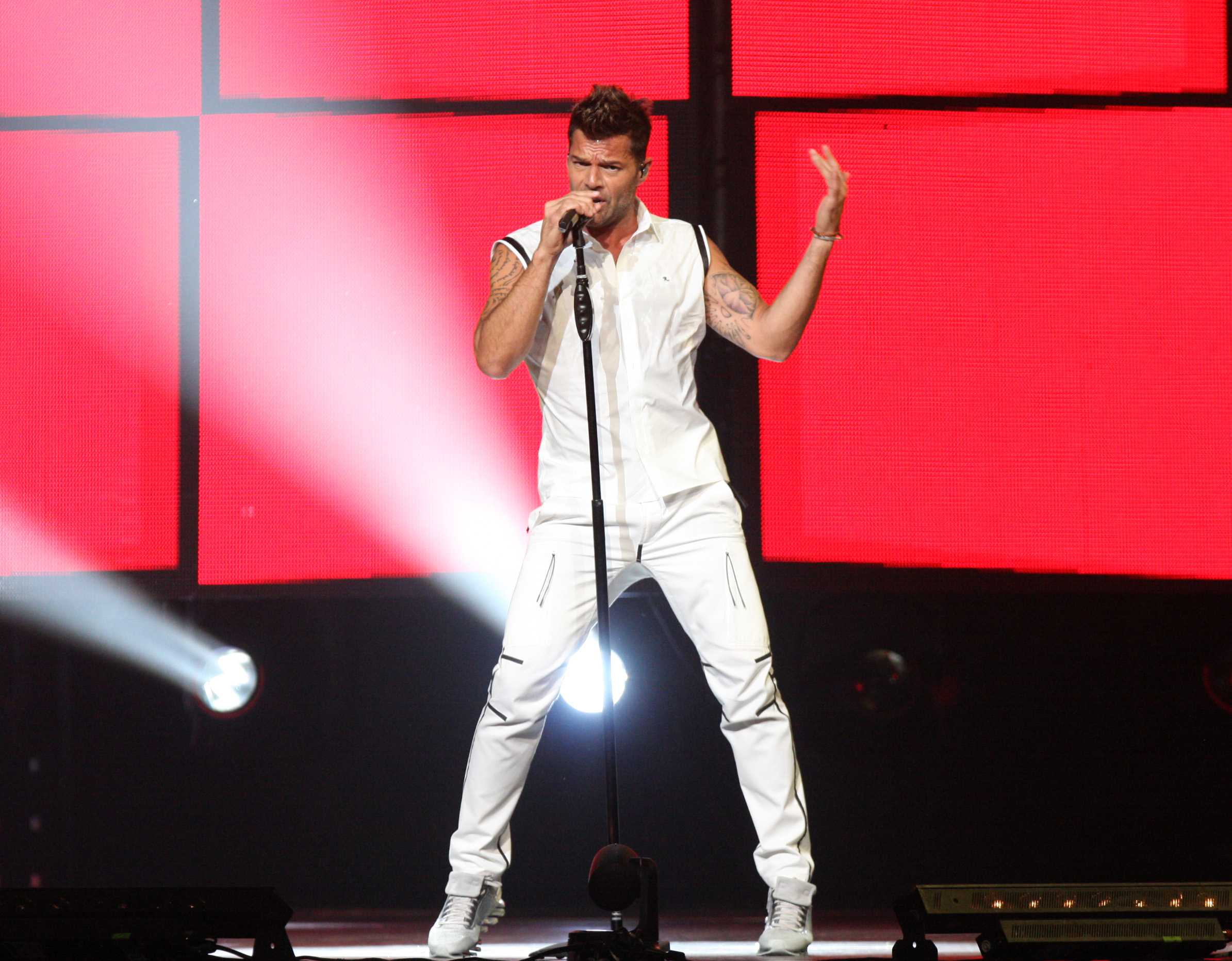
Ricky Martin in concerto a Sydney nel 2015

Agli inizi del 2015 viene scelto come coach della quarta edizione di The Voice Australia, affiancato da Jessie J, Delta Goodrem e da Joel e Benji Madden.
Nel 2017 partecipa come ospite alla prima serata del Festival di Sanremo ed esordisce come attore nella seconda stagione di American Crime Story nel ruolo di Antonio D'Amico, compagno di Gianni Versace. Sempre nel 2017 ha inizio una residency a Las Vegas per Martin, un impegno che verrà poi confermato anche nel corso del 2018.
Il 16 marzo 2019 viene annunciata la sua presenza nel ruolo di direttore artistico nel talent show Amici di Maria De Filippi.
In questi anni Ricky Martin ha realizzato vari singoli, tra cui alcune collaborazioni di successo internazionale con colleghi come Maluma (Vente Pa Ca, No Se Me Quita), Sebastian Yatra (Faita Amor) e Farruko (Tibunores Remix, seconda versione di un brano già rilasciato da Ricki come solista). Nel 2020 Ricky Martin pubblica l'EP Pausa, in cui è presente anche una collaborazione con Sting.
Successivamente, Ricky Martin annuncia un tour congiunto insieme ad Enrique Iglesias previsto per il 2021. Il tour sarà aperto da Sebastian Yatra.

## Vita privata

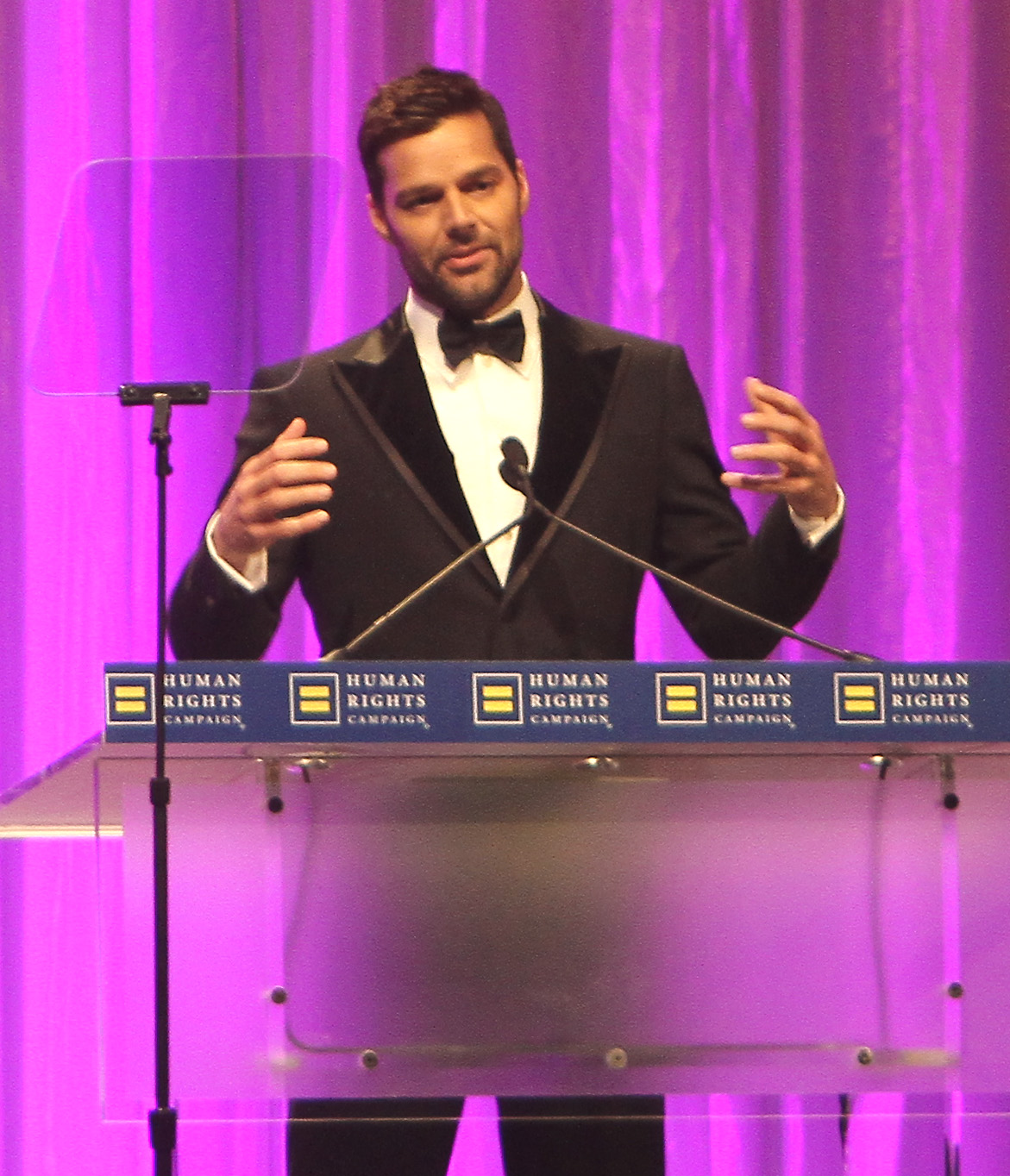
Ricky Martin nel 2010, mentre tiene un discorso alla Human Rights Campaign

Nel 2008 ha avuto tramite maternità surrogata due gemelli: Matteo e Valentino.
Nel marzo 2010 il cantante dichiara pubblicamente la sua omosessualità ed il 2 novembre 2010 ha pubblicato con la casa editrice Celebra un libro autobiografico (dal titolo Me nella versione in inglese, Yo in quella spagnola) nel quale ha affrontato anche l'argomento.
Dal 2016 ha una relazione con il pittore ed artista siriano Jwan Yosef, con il quale si è sposato nel gennaio 2018. Nel dicembre del 2018 nasce, sempre attraverso maternità surrogata, la loro prima bambina, Lucía. Nell’ottobre 2019 nasce un secondo bambino, Renn.
Nel luglio 2023 annuncia attraverso i suoi profili sociali il divorzio dal marito.

### Filantropia

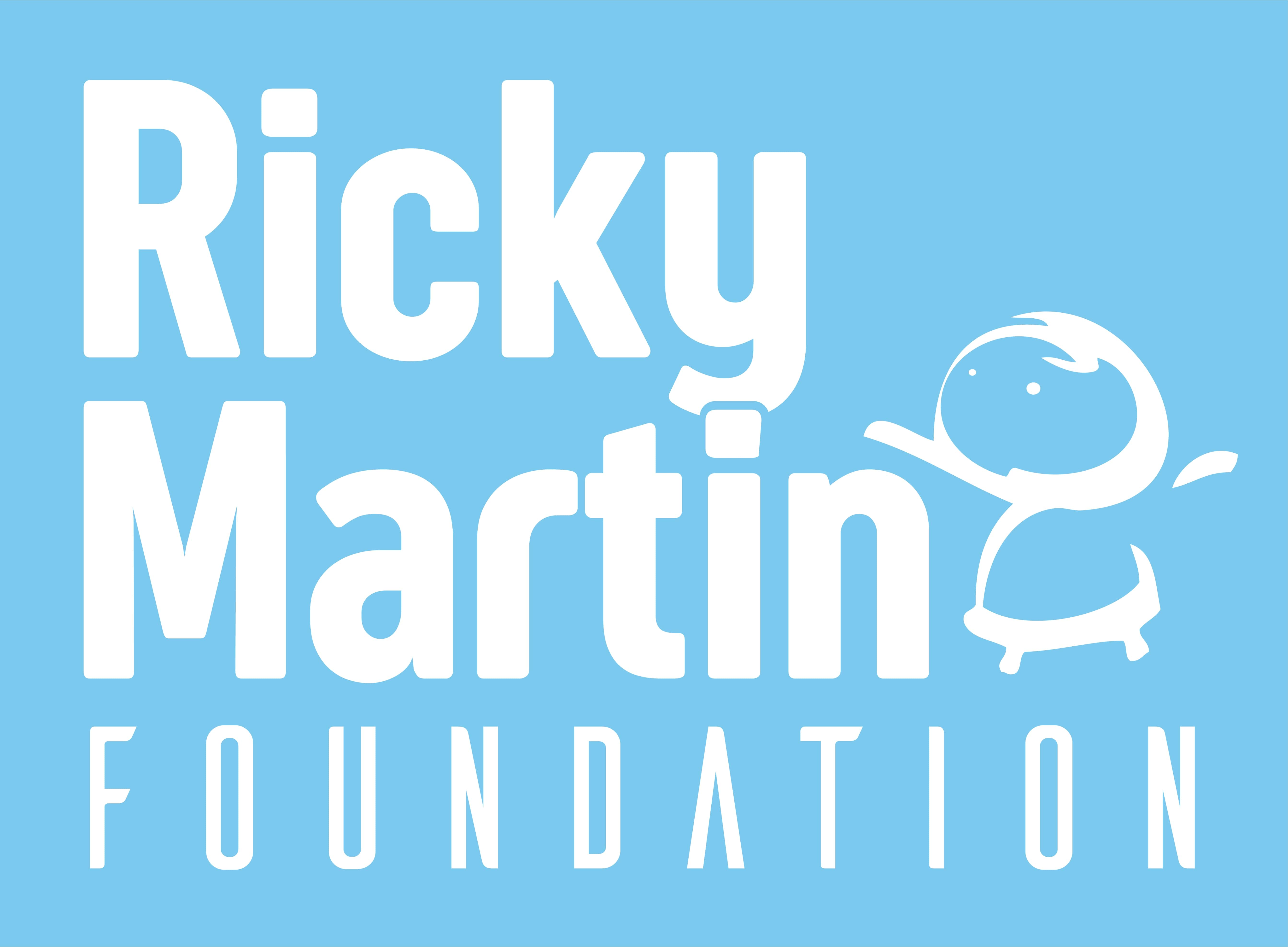
Logo della Ricky Martin Foundation

Nel 2004 fonda la Ricky Martin Foundation, che con il progetto People for children ha lo scopo di combattere lo sfruttamento minorile.

## Discografia
- 1991 – Ricky Martin
- 1993 – Me amarás
- 1995 – A medio vivir
- 1998 – Vuelve
- 1999 – Ricky Martin
- 2000 – Sound Loaded
- 2003 – Almas del silencio
- 2005 – Life
- 2011 – Música + Alma + Sexo
- 2015 – A quien quiera escuchar

## Filmografia

### Cinema
- Giovani diavoli (Idle Hands), regia di Rodman Flender (1999)
- Jingle Jangle - Un'avventura natalizia (Jingle Jangle: A Christmas Journey), regia di David E. Talbert (2020)

### Televisione
- Love Boat – serie TV, episodi 8x26-8x27 (1985)
- Por siempre amigos – telenovela (1987)
- Alcanzar una estrella II – telenovela (1991)
- Más que alcanzar una estrella – telenovela (1992)
- General Hospital – soap opera (1994-1995)
- Barefoot in Paradise – telenovela (1996)
- MADtv – sketch comedy (2000)
- Sos mi vida – serie TV, episodio 1x219 (2006)
- Glee – serie TV, episodio 3x12 (2012)
- American Crime Story: L'assassinio di Gianni Versace (The Assassination of Gianni Versace: American Crime Story) – serie TV (2018)
- Palm Royale – serie TV, 10 episodi (2024)

### Doppiatore
- Hercules, regia di Ron Clements e John Musker (1997)
- American Dad! – serie TV, episodio 8x17 (2011)
- Minions, regia di Pierre Coffin e Kyle Balda (2015)

## Programmi televisivi
- The Voice Australia (2013-2015) - coach
- Dancing with the Stars (2014) - giudice
- La Voz... México (2014) - coach
- The Voice Arabia (2014) - giudice ospite
- Amici di Maria De Filippi (2019) - direttore artistico

## Teatro
- 1996 - Les Misérables - Marius Pontmercy
- 2012 - Evita - Che Guevara

## Doppiatori italiani
Nelle versioni in italiano dei suoi film, Ricky Martin è stato doppiato da: 
- Andrea Lavagnino in American Crime Story
- Jacopo Venturiero in Jingle Jangle - Un'avventura natalizia
- Gabriele Sabatini in Palm Royale
- Francesco Bulckaen in Glee

## Tour
- 1992 - Ricky Martin Tour
- 1993-1994 - Me Amaras Tour
- 1995-1997 - A Medio Vivir Tour
- 1998 - Vuelve World Tour
- 1999-2000 - Livin' la Vida Loca Tour
- 2005-2006 - One Night Only with Ricky Martin
- 2007 - Black and White Tour
- 2011 - Música + Alma + Sexo World Tour
- 2013–2014 - Ricky Martin Live
- 2014 - Live in Mexico
- 2015-2017 - One World Tour
- 2018 - Ricky Martin en Concierto
- 2020 - Movimiento Tour